# Sona (Brassó megye)
Sona (románul: Șona) falu Romániában, Erdélyben, Brassó megyében.

## Fekvése
Fogarastól keletre, az Olt egyik jobbparti kanyarulatában fekvő település.

## Története
Sona nevét 1488-ban említette először oklevél Sonden néven. További névváltozatai: 1508-ban Sondenn (Berger 57), 1532-ben Schynen, 1539-ben Sona (Scheiner 156), 1750-ben Schona, 1808-ban Sona, Schona ~ Schönen, Sonáj, 1861-ben Sonáj, Schönen, Sonág, 1888-ban Sóna (Schönau, Sonag), 1913-ban Sona.
A trianoni békeszerződés előtt Nagyküküllő vármegye Nagysinki járásához tartozott. 1910-ben 884 román lakosából 353 görögkatolikus, 531 görögkeleti ortodox volt.